# Загублений світ (фільм, 1998)
«Загублений світ» — художній фільм, екранізація однойменного роману Артура Конан Дойла

## Сюжет
1934 рік. Друг і колега професора Джорджа Челленджера (Патрік Берджін), відомий вчений Мейпл Вайт (Джек Лангедійк) знаходить те, що так марно вони шукали в різних кінцях світу — свідчення існування живих екземплярів доісторичних тварин. Челленджер знаходить свого товариша при смерті в юрті скотаря в Монголії, після того, як Вайт вибрався живим з високогірного плато Кайхай, звідки ще ніхто і ніколи не повертався. Мейпл помер на руках друга, але встиг розповісти йому про своє відкриття і представив справжнє яйце динозавра із зародком.
Через місяць у Лондонському Королівському географічному товаристві професор Челленджер робить сенсаційне повідомлення про відкриття загубленого світу, і просить профінансувати його експедицію в Монголію. Вчені світила піднімають його на сміх, але голова товариства лорд Томас (Джеймс Бредфорд (James Bradford)) вирішив дати Челленджеру шанс, а великий французький фінансист Оскар Перрі (Жак Лессар (Jacques Lessard)) пропонує величезну суму 100 000 доларів для організації експедиції, але з умовою, що вони привезуть в Англію для нього живий екземпляр. Отже, в далеку подорож вирушають 5 осіб — сам професор, його вічний опонент професор Саммерлі (Майкл Синельников), цинічний мисливець і мандрівник Джон Рокстон (Девід Нерман (David Nerman)), молодий і енергійний Артур Мелоун (Джуліан Кейсі (Julian Casey)), репортер однієї з лондонських газет і голова товариства повітроплавання, а також дочка Мейпла Вайта — дипломована антрополог Аманда (Джейн Хейтмеєр). Через 2 тижні вони прибувають до засніженої Монголії. Там до них приєдналася ще одна монгольська пара — Джина (Грегоріан Мінот Пеєр (Gregoriane Minot Payeur)) і Майєр (Рассел Юень (Russell Yuen)), а через деякий час на всюдиході вони добираються до оповитого вічним туманом плоскогір'я Кайхан.
Біля плато на них нападають представники невідомого науці племені первісних людей, викрадають міс Вайт, а після її звільнення, мандрівникам довелося спішно відступити на повітряній кулі до мети експедиції — на вершину плато. Там, на величезному просторі в сусідстві з діючим вулканом, перед ними постав теплий куточок незайманої природи, де росла зелена трава і високі дерева, шуміли водоспади, і де гуляли… динозаври! На їхню повітряну кулю нападають птеродактилі, пробивають балон і вони падають на плато. Маєр гине, випавши з кулі. Саммерлі під час падіння пошкоджує ногу.
Меллоун вилазить на дерево, щоб обдивитися. В цей час Джину кусає невідома істота з річки. Інші відносять її в печеру, яку побачив Меллоун. В печері вона приходить до тями. Рокстон вирушає по їжу та зброю, і зникає. Челленджер, Меллоун і Джина йдуть на його пошуки. За їх відсутностф на Аманду і Саммерлі нападає невідомий хижак, але Аманда відлякує його за допомогою револьвера. Челленджер, Меллоун і Джина знаходять серед гілок дерев напівспущений балон від повітряної кулі. Несподівано з'являється Рокстон в руках якого дитинча центрозавра. Він погрожує друзям рушницею і стають зрозумілими його справжні наміри: Рокстон вирушив в експедицію, щоб спіймати живого динозавра і на отримані за нього гроші влаштувати на плато сафарі для багатих мисливців. Він змушує Челледжера зв'язати Джину і Меллоуна. Джина кусає Рокстона за руку і він упускає рушницю. Челленджер вступає з Рокстоном в сутичку, з якої виходить переможцем. По дорозі в печеру вони бачать галявину на якій лежать їхні рюкзаки з провізією. Меллоун робить кілька кроків вперед але зразу ж провалюється в пастку неандертальців. Тоді Джина вирішує спробувати дійти до рюкзаків. Вона майже доходить до них, але теж провалюється в пастку. Раптово з пастки з'являється величезний доісторичний крокодил, дейнозух. Інші кидаються на допомогу Джині і рятують її. При цьому Рокстон нападає на Челленджера, але той б'є його і Рокстон падає в пастку прямо в пащу дейнозуха, який тягне його в тунель під галявиною. Інші повертаються в печеру і розповідають Аманді й Саммерлі про те, що трапилося.
Вночі неандерталець стріляє в Саммерлі дротиком з галюциногеном і той виходить з печери і починає бродити лісом. Його переслідують інші неандертальці. Але вони раптом розвертаються і йдуть у зворотному напрямку і незабаром стає ясно чому: з гущавини лісу виходить гігантський хижак — тиранозавр рекс. Він переслідує Саммерлі до повітряної кулі і там розриває його на частини. Інші, помітивши відсутність Саммерлі (Челленджер прокидається після появи тиранозавра, бачить що Саммерлі немає і знаходить дротик), починають його шукати і знаходять його розтерзане тіло. Джина і Меллоун закохуються одне в одного.
Поховавши товариша, вони починають шукати шлях додому. Аманда і Челленджер досліджують печери біля підніжжя плато і знаходять пляшку з-під шампанського і розбиту платівку Мейпла Вайта. Несподівано вони натрапляють на живого Рокстона, який знайшов печеру раніше за них і зловив у клітку одного з еудіморфодонів, що вбили Мейпла Вайта. Він веде їх в іншу частину печери, і там Аманда й Челленджер бачать мотузку, прив'язану до скелі, і стає ясно, як Мейпл Вайт покинув плато. Рокстон відходить назад і підпалює динаміт. Несподівано для Рокстона його трофей починає кусати його за перев'язану рану на руці. Від болю Рокстон спотикається, вивалюється з печери і гине. Аманда і Челленджер вибираються з печери і рятуються від вибуху. Меллоун і Джина показують їм полотно від повітряної кулі яке вони знайшли на дереві (разом з ногою Саммерлі). Вони намагаються зробити з полотна величезний парашут. Джина відділяється від інших і на неї нападають велоцираптори. Один з них кусає її, і вона непритомніє. Друзі допомагають їй і залазять на невелику скелю у вигляді голови динозавра. Вночі на них нападає тиранозавр, який убив Саммерлі. Джина гине в його пащі. Тиранозавр нападає на Челленджера і Аманду, але Меллоун, що прагне врятувати друзів і помститися за кохану, відволікає його на себе. Челленджер і Аманда хапають парашут і біжать до обриву. Меллоун витягує запальничку і кидає її в щілину з метаном. Лунає вибух, у якому гине тираннозавр. Челленджер і Аманда стрибають з парашутом і спускаються з плато.
На лекції Челленджер заявляє всім присутнім, що загубленого світу не існує.
Фільм закінчується словами Меллоуна, який після вибуху виявляється відрізаним від зовнішнього світу. Закінчивши свої слова він скидає свій щоденник з плато і розчиняється в повітрі.
У сцені після титрів показано тираннозавра, який гучно реве на тлі вогню.

## В ролях
| Актор                | Роль                |
| -------------------- | ------------------- |
| Патрік Берджін       | професор Челленджер |
| Джейн Хайтмеєр       | Аманда Вайт         |
| Джуліен Кейсі        | Артур Меллоун       |
| Девід Нермен         | Джон Рокстон        |
| Майкл Синельников    | професор Саммерлі   |
| Грегоріан Мінот Пеєр | Джина               |
| Расселл Юень         | Маєр                |
| Джек Лангедійк       | Мейпл Вайт          |